# Le Petit Cireur
Pour plus de détails, voir Fiche technique et Distribution.
Le Petit Cireur (Boot Polish) est un film indien réalisé par Prakash Arora, sorti en 1954.

## Synopsis
Quand leur mère meure, Belu et Bhola sont confiés à leur méchante tante Kamla, une prostituée. Celle-ci les force à mendier dans la rue.

## Fiche technique
- Titre : Le Petit Cireur
- Titre original : Boot Polish
- Réalisation : Prakash Arora
- Scénario : Bhanu Pratap et Bhanu Pratap
- Musique : Jaikishan Dayabhai Panchal et Shankarsingh Raghuwanshi
- Photographie : Taru Dutt
- Montage : G.G. Mayekar
- Production : Raj Kapoor
- Société de production : R.K. Films
- Société de distribution : J.H. Hoffberg Company (États-Unis)
- Pays :  Inde
- Genre : Comédie dramatique
- Durée : 149 minutes
- Dates de sortie : 
  -  Inde : 20 août 1954

## Distribution
- Kumari Naaz : Belu
- Rattan Kumar : Bhola
- David Abraham : John
- Chand Burke : Kamla Devi

## Distinctions
Le film a été présenté en sélection officielle en compétition au Festival de Cannes 1955.